# Tetsuya Ogawa
Tetsuya Ogawa, noto solo come Tetsuya e fino al dicembre 2009 come Tetsu (Shiga, 3 ottobre 1969), è un bassista giapponese, membro del gruppo rock L'Arc~en~Ciel.

## Discografia
- 2002 - Suite November (come TETSU69)
- 2011 - Come On! (come TETSUYA)